# Mariann Moór

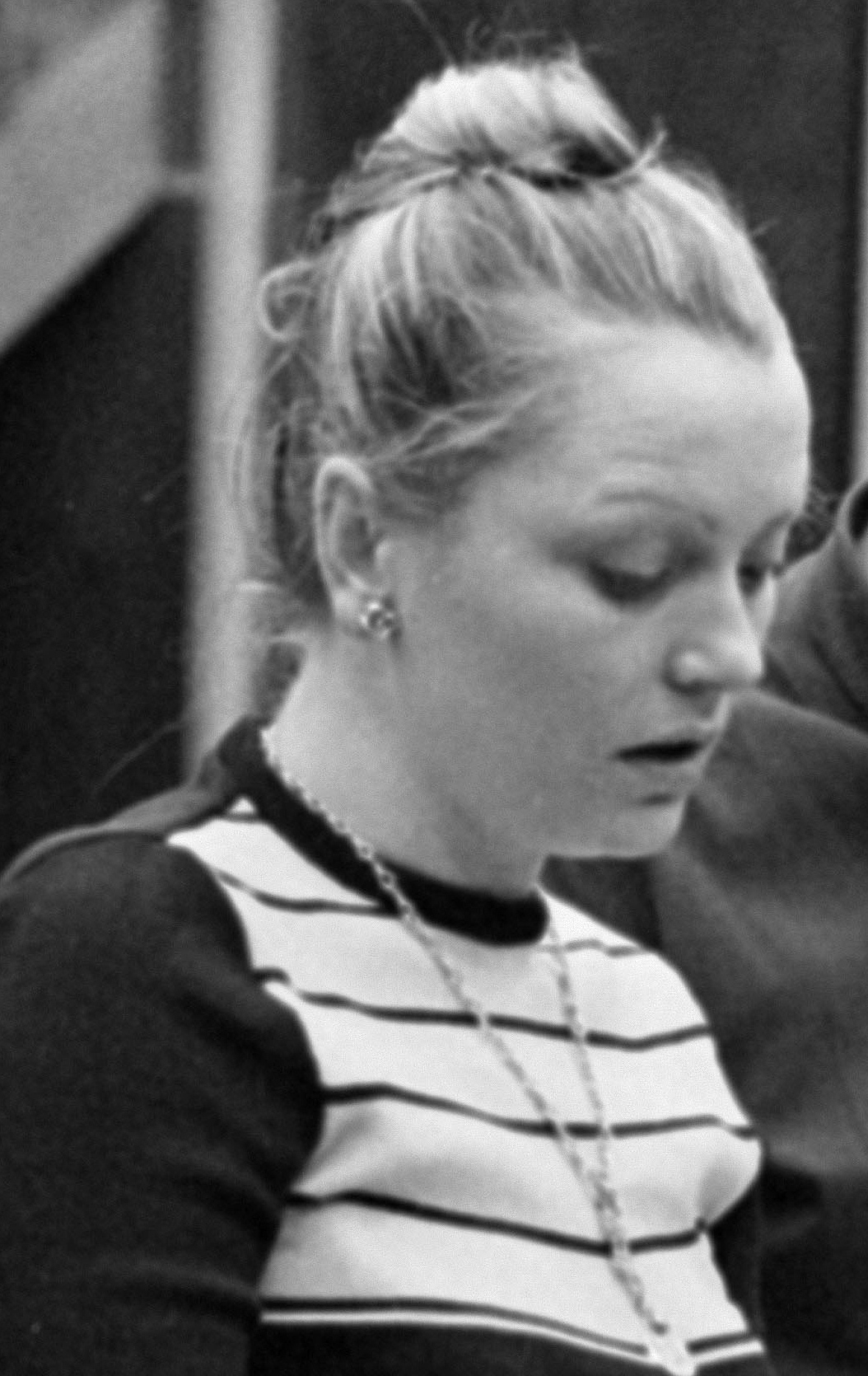
Mariann Moór (1973)

Mariann Moór (anhörenⓘ; * 5. Februar 1943 in Budapest) ist eine ungarische Schauspielerin.

## Leben und Werk
Mariann Moór wurde bereits mit 14 Jahren von Filmregisseur László Ranódy für den Film Der Schuldige ist unbekannt entdeckt. Weitere Hauptrollen in nationalen Filmproduktionen folgten, als sich Moór für ein Schauspielstudium entschied und sich an einer Hochschule einschrieb. Neben ihrer Arbeit für das ungarische Fernsehen und Kinoproduktionen wirkte sie auch als Bühnendarstellerin am Nationaltheater Budapest mit.

## Filmografie (Auswahl)
- 1957: Der Schuldige ist unbekannt (A Tettes ismeretlen)
- 1959: Von Sonnabend bis Montag (Szombattól hétfőig)
- 1961: Maifrost (Májusi fagy)
- 1964: Wirbel (Sodrásban)
- 1972: Reise mit Jakob (Utazás Jakabbal)
- 1972: Lila Akazie (Lila ákác)
- 1973: Freier Atem (Szabad lélegzet)
- 1974: Trau dir selbst (Vállald önmagad!)
- 1975: Sein Auftrag hieß: Mord (Kopjások)
- 1975: Laß meinen Bart los! (Ereszd el a szakállamat!)
- 1976: Das fünfte Siegel (Az ötödik pecsét)
- 1979: Ein Sonntag im Oktober (Októberi vasárnap)
- 1983: Ehe mit freien Tagen (Házasság szabadnappal)
- 1983: Verwechselte Liebe (Elcserélt szerelem)